# Hiroshi Ohashi
Hiroshi Ohashi (født 27. oktober 1959) er en tidligere japansk fodboldspiller. Han var i perioden 2004–2007 træner for Japans kvindefodboldlandshold.